# 楽待 (企業)
楽待株式会社（らくまち、英: RAKUMACHI,INC.）は、東京都中央区に本社を置く日本の企業である。

## 概要
不動産投資サイト「楽待」、不動産投資専門メディア「楽待新聞」、YouTubeチャンネル「不動産投資の楽待 (らくまち) 」を運営している。

## 沿革
- 2005年（平成17年）
  - 8月 - 東京都渋谷区広尾において、資本金1000万円で株式会社ファーストロジックを設立
- 2006年（平成18年）
  - 3月 - 不動産投資のウェブサイト「楽待」サービスの開始[4]
- 2010年（平成22年）
  - 3月 - 大阪オフィスを開設[4]
  - 8月 - 楽待システムに関する国内特許を取得[4]
- 2012年（平成24年）
  - 7月 - 「楽待」が収益物件数No.1を獲得[4]
- 2013年（平成25年）
  - 1月 - 楽待システムに関する米国特許を取得[4]
  - 3月 - 不動産投資メディア「楽待新聞」をリリース[4]
  - 4月 - 「楽待」が利用者数No.1を獲得[4]
  - 12月 - 「楽待」が使いやすさNo.1を獲得[5]
- 2015年（平成27年）
  - 2月 - 東京証券取引所マザーズに上場
  - 4月 - Yahoo! JAPANと業務提携[6]
  - 6月 - 東京都千代田区丸の内二丁目「丸の内ビルディング」34階に本社移転
  - 7月 - 「大家さんの味方」サービスの開始
- 2016年（平成28年）
  - 2月 - 東京証券取引所市場第1部へ市場変更
  - 10月 - J-WAVEラジオ番組「RAKUMACHI BIZ8」開始（2017年3月放送終了）[7]
- 2017年（平成29年）
  - 7月 - 日本将棋連盟主催の「全国オール学生将棋選手権戦」に協賛[8]
- 2018年（平成30年）
  - 3月 - 東京都千代田区有楽町一丁目「東京ミッドタウン日比谷　日比谷三井タワー」33階に本社移転
  - 6月 - 「楽待」が掲載不動産店舗数No.1に[9]
- 2019年（令和元年）
  - 2月 - NPO法人日本民家再生協会に124冊分の寄付金を贈呈[10]
  - 2月 - 不動産会社向け顧客対応アプリをリリース[11]
  - 4月 - 日本初のアストロバイオロジー（宇宙生物学）に特化した寄附プログラムを東京工業大学地球生命研究所（ELSI）と設立[12]
- 2020年（令和2年）
  - 6月 - 「楽待」公式アプリで「ビデオ通話機能」をリリース[13]
- 2021年（令和3年）
  - 2月 - 「楽待不動産投資相談室」をリリース[14]
  - 5月 - 医療従事者を支援する「新型コロナウイルス支援プロジェクト」を実施[15]
  - 11月 - 「紺綬褒章」を受章[16]
  - 11月 - 東京都中央区八丁堀「住友不動産八丁堀ビル」5階に本社移転[17]
- 2022年（令和4年）
  - 4月 - 東京証券取引所スタンダード市場に移行
- 2024年（令和6年）
  - 10月 -  楽待株式会社に商号変更[18]

## 受賞歴
- 2015年10月 - 第13回「デロイト トウシュ トーマツ リミテッド 日本テクノロジー Fast50」42位[19]
- 2018年10月 - 「Forbes Asia’s 200 Best Under A Billion 2018」選出[20]
- 2019年2月 - 日経新聞が発表した「平均成長率ランキング」1位[21]
- 2020年1月 - 「第6回ホワイト企業大賞」推進賞受賞[22]
- 2020年3月 - 「働きがいのある会社」ランキング小規模部門20位[23]
- 2021年11月 - 「紺綬褒章」を受章[16]